# Copa de Uzbekistán
La Copa de Uzbekistán (en uzbeko: O‘zbekiston Kubogi o Ўзбекистон Кубоги) es el principal torneo por eliminatorias y copa nacional de fútbol de Uzbekistán. La competición fue fundada en 1992 tras la independencia de Uzbekistán de la Unión Soviética y es organizada por la Federación de Fútbol de Uzbekistán. El campeón de cada edición logra acceso directo en la siguiente temporada de la Liga de Campeones de la AFC 2. El club con más títulos es el Pakhtakor Tashkent con doce copas.

## Palmarés

### Era soviética
A continuación se muestran todos los campeones soviéticos de la República Socialista Soviética de Uzbekistán:
| - 1939: Dinamo Tashkent - 1940: Dinamo Tashkent - 1941: no se celebró - 1942: Dinamo Tashkent - 1943: Dinamo Tashkent - 1944: Khar'kovskoye Chirchik - 1945: Khar'kovskoye Chirchik - 1946: DO Tashkent - 1947: Pishchevik Tashkent - 1948: Avtozavod im. Tashkent - 1949: Dinamo Tashkent - 1950: Start Tashkent - 1951: Start Tashkent - 1952: Dinamo Tashkent - 1953: Khimik Chirchik - 1954: ODO Tashkent - 1955: Spartak Samarkanda - 1956: Sbornaya Fergany - 1957: Khimik Chirchik - 1958: Mekhnat Tashkent - 1959: Khimik Chirchik - 1960: SKA-2 Tashkent - 1961: Vostok Yangiabad - 1962: Sokol Tashkent - 1963: Tekstilshchik Tashkent - 1964: Tashkentkabel' Tashkent - 1965: Tashkabel' Tashkent | - 1966: Zvezda Tashkent - 1967: Vostok Tashkent - 1968: Tashkabel' Tashkent - 1969: Zvezda Tashkent - 1970: DYuSSh-2 Tashkent - 1971: SKA Tashkent - 1972: Lenin-yuly Karshi - 1973: Stroitel' Samarkand - 1974: Tong Karshi - 1975: Traktor Tashkent - 1976: Narimanovets Khorezmskaya - 1977: Karshistroy Karshi - 1978: Khorezm (Kolkhoz Narimanova) - 1979: Khizar Shakhrisabz - 1980: FK Khiva - 1981: no se celebró - 1982: no se celebró - 1983: Tselinnik Turtkul' - 1984: Avtomobilist Fergana - 1985: Metallurg Bekabad - 1986: Avtomobilist Tashkent - 1987: Avtomobilist Tashkent - 1988: Avtomobilist Tashkent - 1989: Korazhida Ferganskaya - 1990: Metallurg Bekabad - 1991: Instrumental'shchik Tashkent |

### República Independiente
| Temporada | Campeón            | Resultado        | Finalista          | Sede de la final           |
| --------- | ------------------ | ---------------- | ------------------ | -------------------------- |
| 1992      | Navbahor Namangan  | 0 - 0 (6-5 pen.) | Temiryulchi Qoqand | Estadio Dynamo, Samarcanda |
| 1993      | Pakhtakor Tashkent | 3 - 0            | Navbahor Namangan  | Estadio Pakhtakor, Taskent |
| 1994      | Neftchi Fergana    | 2 - 0            | FK Yangiyer        | Estadio MHSK, Taskent      |
| 1995      | Navbahor Namangan  | 1 - 0            | MHSK Tashkent      | Estadio Pakhtakor, Taskent |
| 1996      | Neftchi Fergana    | 0 - 0 (5-4 pen.) | Pakhtakor Tashkent | Estadio Pakhtakor, Taskent |
| 1997      | Pakhtakor Tashkent | 3 - 2            | Neftchi Fergana    | Estadio Pakhtakor, Taskent |
| 1998      | Navbahor Namangan  | 2 - 0            | Neftchi Fergana    | Estadio Pakhtakor, Taskent |
| 1999      | No disputada       | No disputada     | No disputada       | No disputada               |
| 2000      | Dustlik Tashkent   | 4 - 1            | Dinamo Samarcanda  | Estadio Pakhtakor, Taskent |
| 2001      | Pakhtakor Tashkent | 2 - 1            | Neftchi Fergana    | Estadio Pakhtakor, Taskent |
| 2002      | Pakhtakor Tashkent | 6 - 3            | Neftchi Fergana    | Estadio Pakhtakor, Taskent |
| 2003      | Pakhtakor Tashkent | 3 - 1            | Nasaf Qarshi       | Estadio Pakhtakor, Taskent |
| 2004      | Pakhtakor Tashkent | 3 - 2            | Traktor Tachkent   | Estadio Pakhtakor, Taskent |
| 2005      | Pakhtakor Tashkent | 1 - 0            | Neftchi Fergana    | Estadio Pakhtakor, Taskent |
| 2006      | Pakhtakor Tashkent | 2 - 0            | Mash'al Mubarek    | Estadio Pakhtakor, Taskent |
| 2007      | Pakhtakor Tashkent | 0 - 0 (7-6 pen.) | FC Bunyodkor       | Estadio MHSK, Taskent      |
| 2008      | FC Bunyodkor       | 3 - 1            | Pakhtakor Tashkent | Estadio Pakhtakor, Taskent |
| 2009      | Pakhtakor Tashkent | 1 - 0            | FC Bunyodkor       | Estadio Pakhtakor, Taskent |
| 2010      | FC Bunyodkor       | 1 - 0            | Shurtan Guzar      | Estadio Pakhtakor, Taskent |
| 2011      | Pakhtakor Tashkent | 3 - 1            | Nasaf Qarshi       | Estadio Pakhtakor, Taskent |
| 2012      | FC Bunyodkor       | 3 - 0            | Nasaf Qarshi       | Estadio Pakhtakor, Taskent |
| 2013      | FC Bunyodkor       | 2 - 1            | Nasaf Qarshi       | Estadio Pakhtakor, Taskent |
| 2014      | Lokomotiv Tashkent | 1 - 0            | FC Bunyodkor       | Estadio Markaziy, Olmaliq  |
| 2015      | Nasaf Qarshi       | 2 - 1            | FC Bunyodkor       | Estadio Jizzax, Djizaks    |
| 2016      | Lokomotiv Tashkent | 1 - 0            | Nasaf Qarshi       | Estadio Dynamo, Samarcanda |
| 2017      | Lokomotiv Tashkent | 1 - 0            | FC Bunyodkor       | Estadio Bunyodkor, Taskent |
| 2018      | FC AGMK            | 3 - 1            | Pakhtakor Tashkent | Estadio Istiqlol, Ferganá  |
| 2019      | Pakhtakor Tashkent | 3 - 0            | FC AGMK            | Estadio Lokomotiv, Taskent |
| 2020      | Pakhtakor Tashkent | 3 - 0            | FC AGMK            | Markaziy Stadium, Namangan |
| 2021      | Nasaf Qarshi       | 2 - 1            | Pakhtakor Tashkent | Estadio Dynamo, Samarcanda |
| 2022      | Nasaf Qarshi       | 2 - 1            | Navbahor Namangan  | Buxoro Arena, Bukhara      |
| 2023      | Nasaf Qarshi       | 1 - 0            | FC AGMK            | Estadio Markaziy, Qarshi   |
| 2024      | FC Andijon         | 3 - 2            | Navbahor Namangan  | Estadio Istiqlol, Ferganá  |

## Títulos por club
| Club               | Campeón | Subcampeón | Años campeón                                                                 |
| ------------------ | ------- | ---------- | ---------------------------------------------------------------------------- |
| Pakhtakor Tashkent | 13      | 4          | 1993, 1997, 2001, 2002, 2003, 2004, 2005, 2006, 2007, 2009, 2011, 2019, 2020 |
| Bunyodkor Tashkent | 4       | 5          | 2008, 2010, 2012, 2013                                                       |
| Nasaf Qarshi       | 4       | 5          | 2015, 2021, 2022, 2023                                                       |
| Navbahor Namangan  | 3       | 3          | 1992, 1995, 1998                                                             |
| Lokomotiv Tashkent | 3       | –          | 2014, 2016, 2017                                                             |
| Neftchi Fergana    | 2       | 5          | 1994, 1996                                                                   |
| FC AGMK            | 1       | 3          | 2018                                                                         |
| Dustlik Tashkent † | 1       | –          | 2000                                                                         |
| FC Andijon         | 1       | –          | 2024                                                                         |
| MHSK Tashkent †    | –       | 1          | -----                                                                        |
| Shurtan Guzar      | –       | 1          | -----                                                                        |
| Dinamo Samarcanda  | –       | 1          | -----                                                                        |
| Mashal Mubarek     | –       | 1          | -----                                                                        |
| Traktor Tashkent † | –       | 1          | -----                                                                        |
| FK Yangiyer        | –       | 1          | -----                                                                        |
| Temiryulchi Qoqand | –       | 1          | -----                                                                        |

- † Equipo desaparecido.